# Dorfkirche Kade

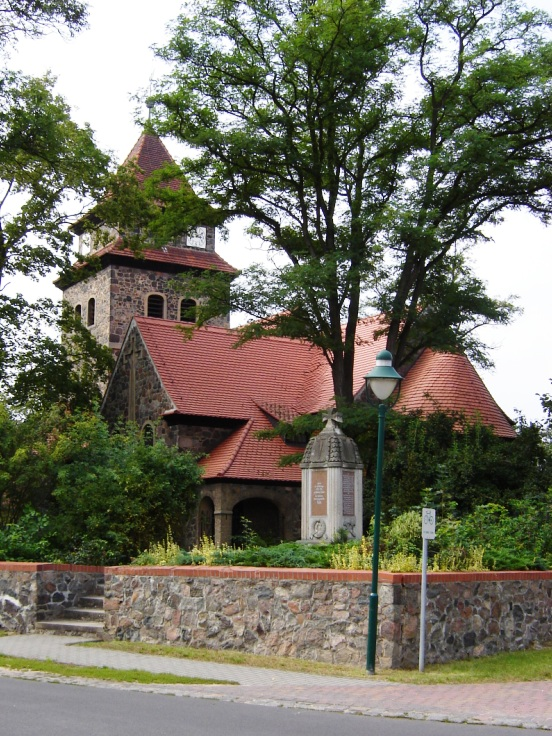
Dorfkirche Kade

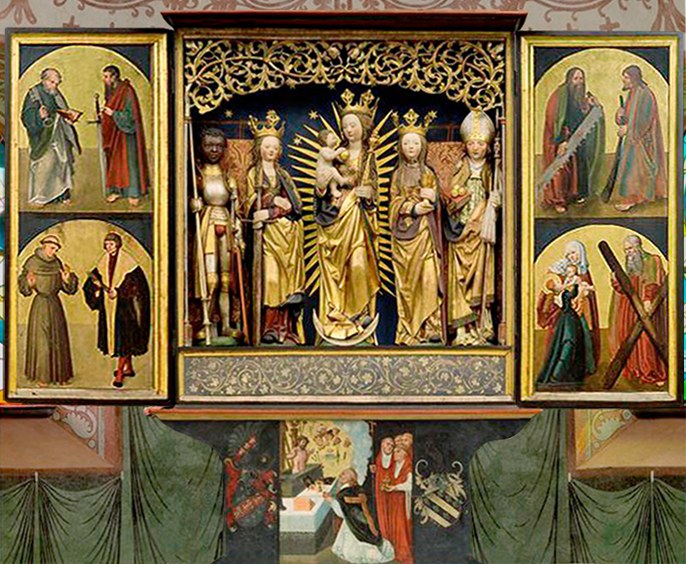
Cranach-Altar in der Dorfkirche

Die Dorfkirche Kade ist ein evangelisches Kirchengebäude in Kade, einem Ortsteil der Stadt Jerichow im Landkreis Jerichower Land in Sachsen-Anhalt. Die Gemeinde gehört zum Kirchspiel Genthin im Kirchenkreis Elbe-Fläming der Evangelischen Kirche in Mitteldeutschland.

## Geschichte
Die Kirche steht im Zentrum des Ortes nördlich der Durchfahrtsstraße auf dem erhöht liegenden von einer Bruchsteinmauer eingefassten Kirchhof. Der romanische aus Feldsteinen errichtete Ursprungsbau aus dem 13. Jahrhundert wurde sowohl 1656 nach einem Turmeinsturz als auch 1913 nach drohender Baufälligkeit erneuert und erweitert. Heute besteht das Gebäude aus Kirchenschiff, der etwas schmaleren Apsis im Osten, dem quadratischen Westturm und der 1913 angefügten neuromanischen Südvorhalle. Der Kirchturm wurde bei seinem Umbau 1913 dreigliedrig erhöht und staffelt sich jetzt in Turmschaft, kleineres Uhrengeschoss und Zeltdach. Alle Fenster des Kirchengebäudes sind entsprechend dem romanischen Ursprung rundbogig gestaltet.
Dank der Großzügigkeit der Patronatsfamilien von Werder und von Treskow und der restauratorischen Bemühungen zu Beginn des 21. Jahrhunderts verfügt die Kirche über eine wertvolle Ausstattung. Herausragend der um 1510 fertiggestellte geschnitzte Altaraufsatz aus der Werkstatt von Lucas Cranach d. Ä. Im Schrein sind als farbige Schnitzfiguren eine Madonna und vier Heilige dargestellt, die vier Flügel sind mit Malereien versehen, die 24 Heilige abbilden. Auch die Inneneinrichtung von 1913 wurde im historistischen Stil aufwändig gestaltet, so die Hufeisenempore mit kreuzförmigen Füllungen und die Kanzel mit Maßwerkverzierung. Die ebenfalls 1913 gebaute Orgel mit zwei Manualen und neun Registern stammt aus der bekannten Orgelwerkstatt Rühlmann.